# Bomba (utensílio)
A bomba como utensílio doméstico é um dispositivo usado para beber o mate ou chimarrão, bebida quente típica muito apreciada na América do Sul, principalmente na Argentina, Uruguai, Paraguai e sul do Brasil e ainda o tereré, variação da bebida preparada com água fria ou gelada, ou alguma outra bebida.

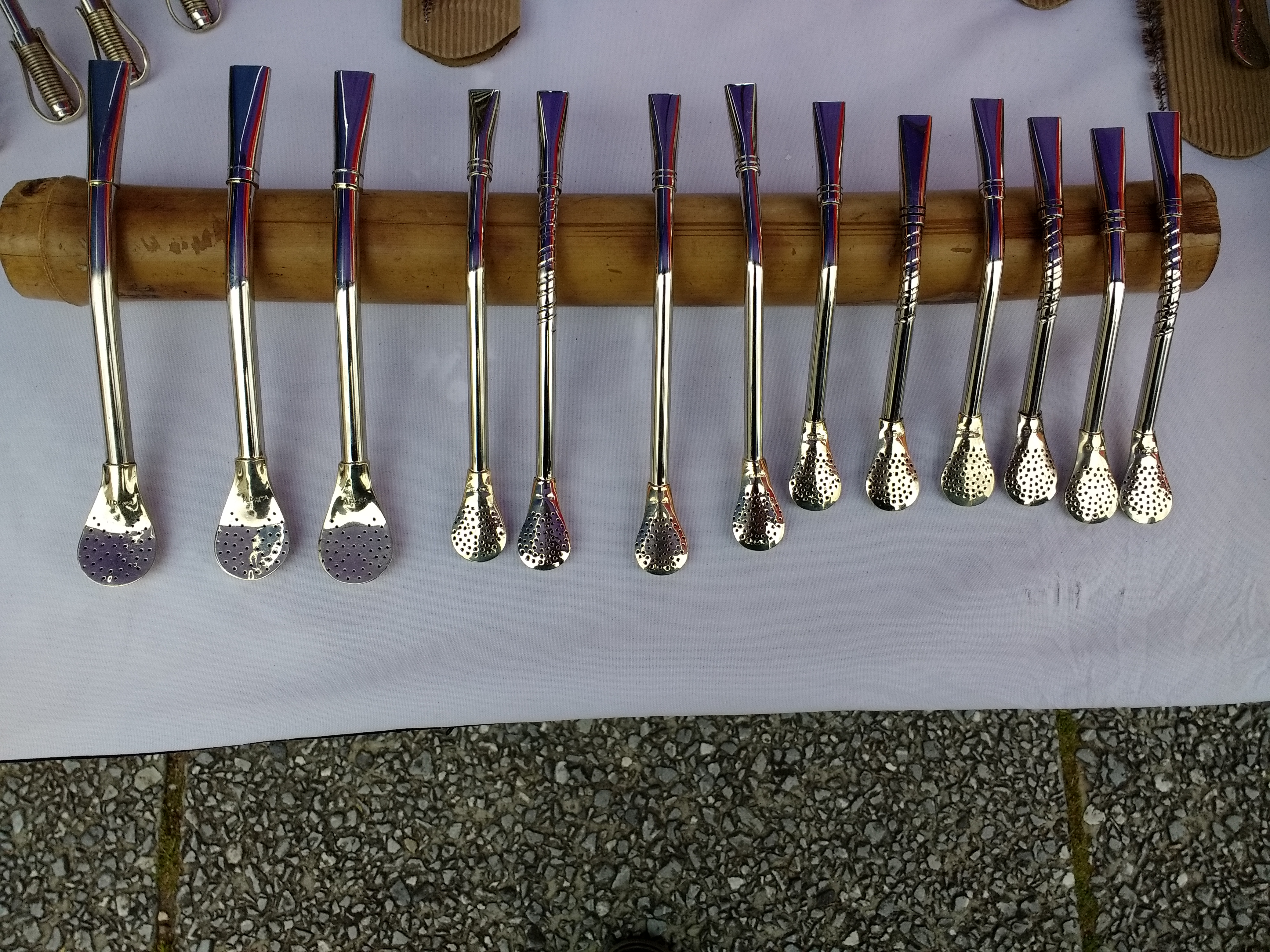
Bombas à venda em Montevideu

As bombas em geral são feitas de metal, as tradicionais eram confeccionadas em prata ou alpaca, algumas com detalhes em ouro. Mais recentemente tem se utilizado o inox, por ser mais higiênico e até mesmo o vidro temperado. Com formas e tamanhos variados, as bombas sempre mantêm a característica básica de ser composta por um canudo com filtro, podendo ou não ser desmontável para limpeza.
Os povos nativos das américas faziam uso de bebidas feitas com folhas fragmentadas em infusão, que eram depositadas em algum recipiete, normalmente um pedaço de porongo para o consumo. Do porongo, posteriormente se desenvolveu a cuia. Esse tipo de bebida tornou-se comum nas américas, e podia ser tomada de várias formas, sendo que em uma delas, a bebida era sorvida através de um canudo chamado tacuapi, feito de taquara ou outro material oco, com uma das extremidades com furos ou um trançado de fibras, que servia de filtro, assim deixando passar apenas o líquido. Em outra variação, um objeto semelhante era utilizado apenas para separar as folhas do líquido, que era bebido diretamente na cumbuca. 
Apesar do senso comum apontar como a bomba ter surgido juntamente com o chimarrão, nas missões jesuíticas, o utensílio pode ter suas origens antes mesmo do contato dos espanhóis com os nativos do Prata. Não há, entre os historiadores, unanimidade sobre a origem da bomba, visto que alguns povos já a utilizavam, até mesmo feita de prata, antes mesmo do chimarrão se popularizar.